# Gastornis
Gastornis es un género extinto de una gran ave no voladora que vivió a finales del Paleoceno y el Eoceno durante la era Cenozoica. Se piensa que este género albergaba a tres o cuatro especies diferentes, conocidas de restos fósiles incompletos, hallados en Europa occidental y central (Inglaterra, Bélgica, Francia y Alemania). Especímenes más completos son conocidos de una cuarta especie de Norteamérica, la cual ha sido clasificada con anterioridad en otro género, Diatryma. Muchos científicos consideran que Diatryma es tan parecido a las otras especies de Gastornis que debería ser igualmente incluido en ese género. Una quinta especie, también clasificada previamente en otro género, es conocida de China.
Las especies de Gastornis eran aves de gran tamaño, y han sido tradicionalmente consideradas como predadoras de mamíferos pequeños. Sin embargo, distintas líneas de evidencia, incluyendo la carencia de garras afiladas en las huellas conocidas de Gastornis y los estudios de la estructura de su pico, han causado que los científicos reinterpreten a estas aves como herbívoros que probablemente se alimentaban de material vegetal duro y de semillas.

## Descripción

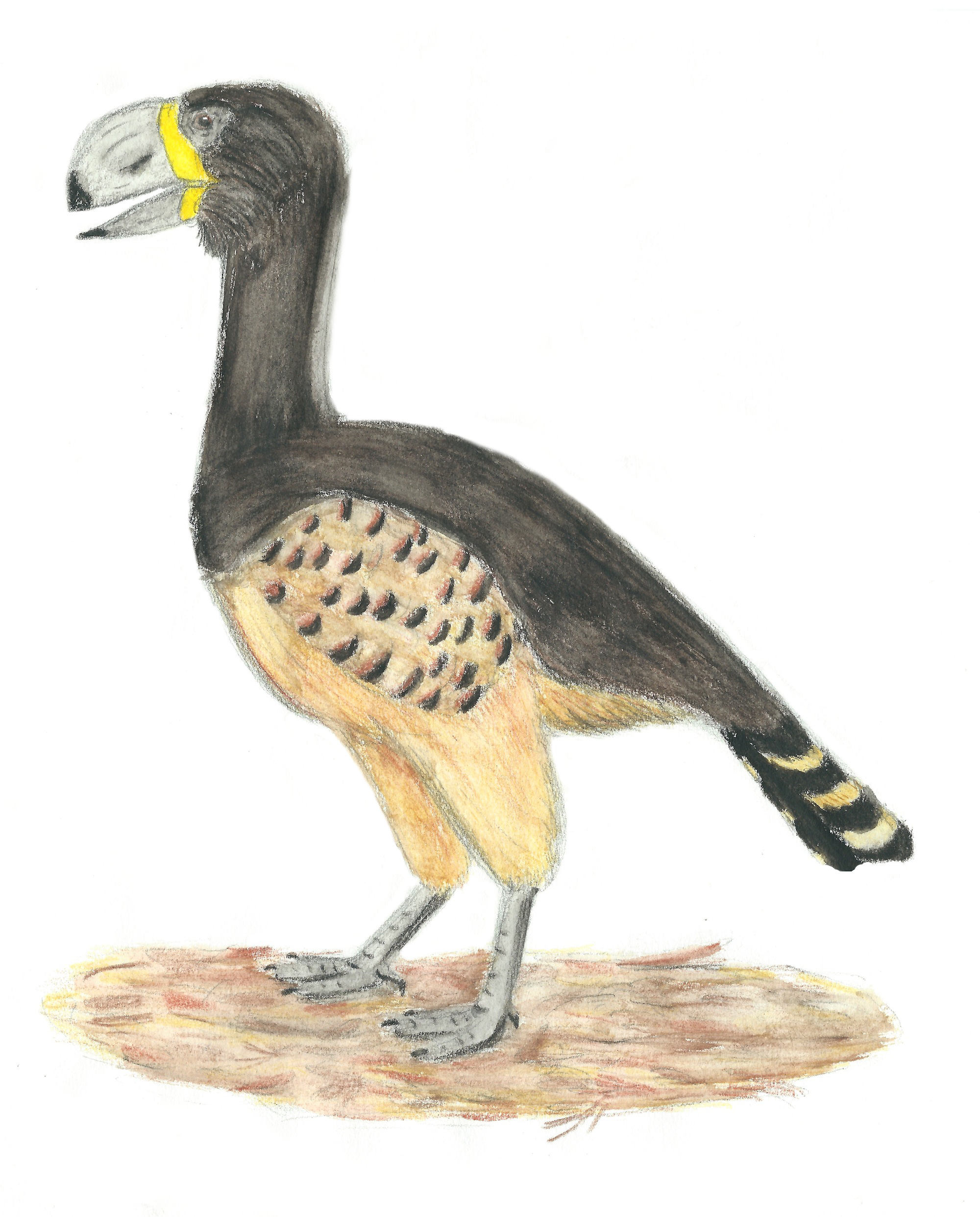
Recreación en vida de G. gigantea

Gastornis es conocido a partir de una buena cantidad de restos fósiles, pero la más clara imagen del ave proviene de unos cuantos especímenes completos de la especie G. giganteus. Estas eran generalmente aves muy grandes, con grandes picos y cráneos enormes superficialmente similares a las depredadoras "aves del terror" de Sudamérica (fororrácidas). La mayor especie conocida, G. giganteus podía alcanzar el tamaño de las mayores moas, con una altura máxima de cerca de 2 metros.
El cráneo de G. giganteus era grande comparado con el cuerpo y de constitución poderosa. El pico era bastante alto y comprimido (es decir, aplanado por los lados). A diferencia de otras especies de Gastornis, G. giganteus carecía de los característicos surcos y hendiduras en el hueso subyacente. El "labio" del pico era recto, sin un gancho al final como el que se ve en las aves de presa y las forusrácidas. Las narinas eran pequeñas y prácticamente posicionadas en frente de los ojos, a mitad del cráneo. Las vértebras eran cortas pero grandes, incluso en el cuello. El cuello era relativamente corto, consistente en al menos unas 13 de estas grandes vértebras. El torso era también corto. Las alas eran vestigiales, siendo los huesos superiores del ala pequeños y sumamente reducidos, similares en proporción a los de las alas del casuario.

## Historia

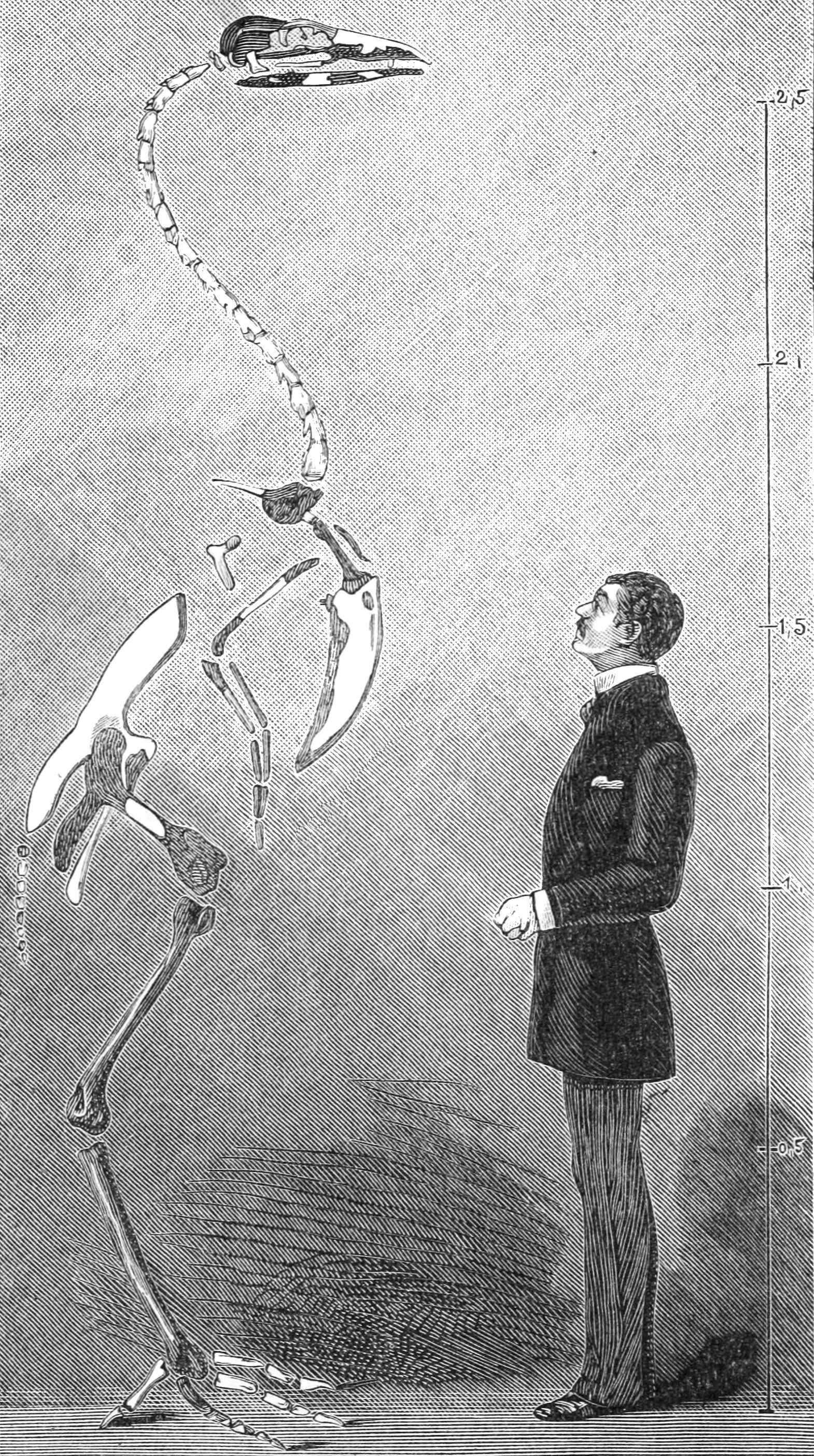
La ilustración incorrecta de Lemoine de 1881 de G. eduardsii (ahora G. parisiensis)

Gastornis fue descrito originalmente en 1855 a partir de un esqueleto fragmentario. Fue nombrado en honor de Gaston Planté, descrito como un "joven estudioso lleno de entusiasmo", quien había descubierto los primeros fósiles en los depósitos de la formación Argile Plastique en Meudon, cerca de París. El descubrimiento fue notable debido al gran tamaño de los especímenes, y también porque en esa época, Gastornis era una de las más antiguas aves conocidas. Huesos adicionales de la primera especie conocida, G. parisiensis, fueron hallados a mediados de la década de 1860. Especímenes algo más completos, esta vez referidos a la nueva especie G. eduardsii (ahora considerada como un sinónimo más moderno de G. parisiensis) fueron hallados una década después. Los especímenes hallados en la década de 1870 fueron la base de una muy difundida y reproducida reconstrucción esquelética hecha por Lemoine. Los cráneos de estos fósiles originales de Gastornis eran desconocidos excepto por fragmentos sin describir, y se descubrió que varios de los huesos usados en la ilustración de Lemoine eran de otros animales. Por tanto, el ave europea fue por largo tiempo reconstruida como una especie de ave parecida a una grulla gigantesca.
En el año 1874, el paleontólogo estadounidense Edward Drinker Cope descubrió otra colección fragmentaria de fósiles en la Formación Wasatch de Nuevo México, Estados Unidos. Él consideró que pertenecía a un género y especie distinta de ave terrestre grande, y en 1876 la denominó Diatryma gigantea, del griego antiguo διάτρημα, diatrema, que significa “a través de un agujero”, en referencia a los grandes forámenes (perforaciones) que penetran a algunos de los huesos del pie. Un único hueso del pie de un gastornítido de Nueva Jersey fue descrito por Othniel Charles Marsh en 1894 y fue clasificado como el nuevo género y especie Barornis regens, pero en 1911 se reconoció que este también podía considerarse como un sinónimo más moderno de Diatryma (y por lo tanto también de Gastornis). Especímenes fragmentarios adicionales fueron hallados en Wyoming en 1911 y asignados en 1913 a la nueva especie Diatryma ajax (también considerada luego un sinónimo de G. giganteus). En 1916, una expedición del Museo Americano de Historia Natural a la Cuenca Bighorn (Formación Willwood) de Wyoming halló el primer esqueleto y cráneo completos, los cuales fueron descritos en 1917 y le dieron a los científicos la primera idea clara de la apariencia del ave. Matthew, Granger y Stein (1917) clasificaron a este nuevo ejemplar como otra nueva especie, Diatryma steini.

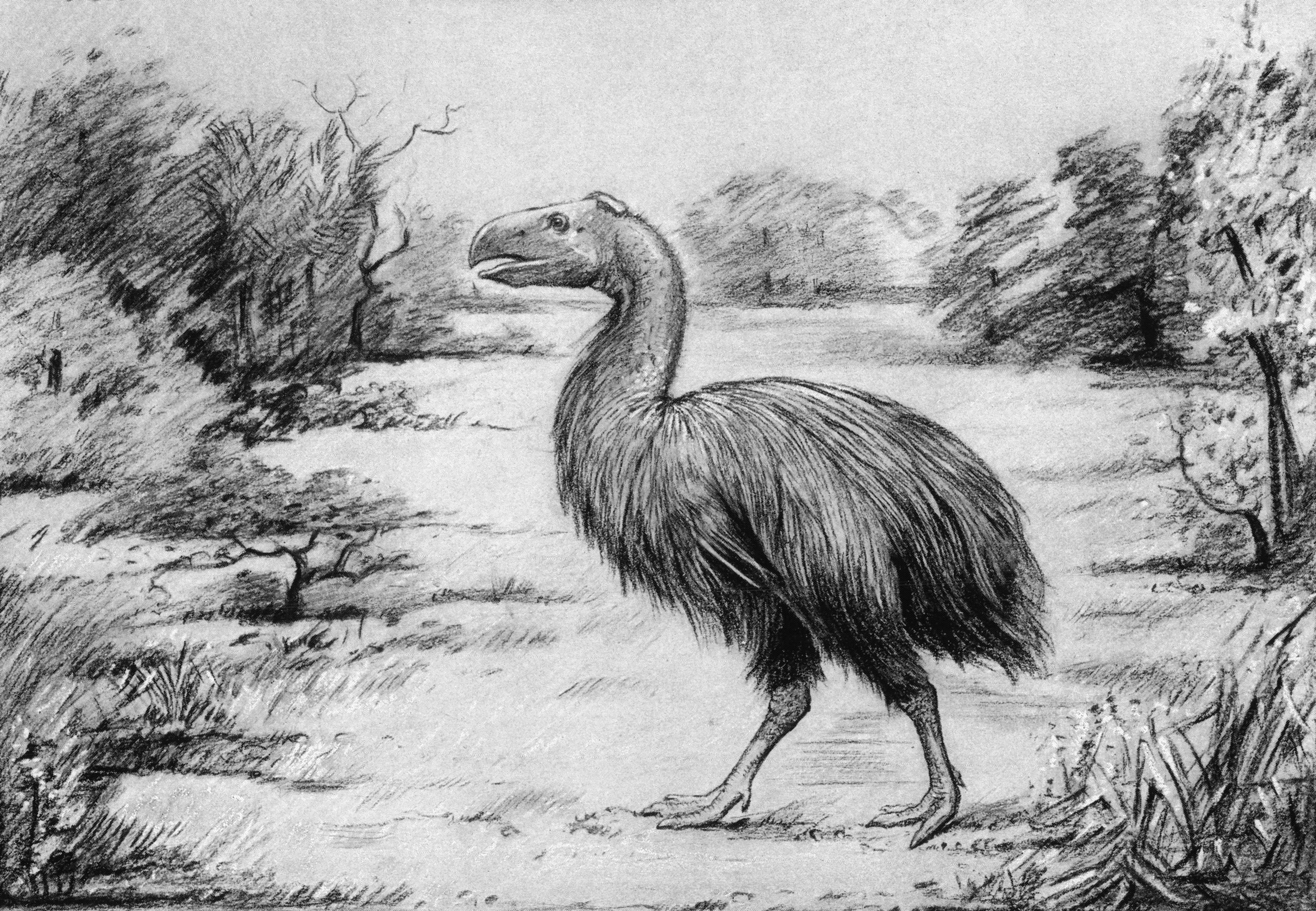
Recreación en vida de G. steini (ahora G. giganteus), 1917.

Tras la descripción de Diatryma, muchos nuevos especímenes europeos fueron referidos a este género en lugar de a Gastornis. No obstante, tras el descubrimiento inicial de Diatryma, pronto se volvió claro que este y Gastornis eran tan similares que el primero podría ser considerado como un sinónimo más moderno del último. De hecho, esta similitud fue reconocida tan tempranamente como 1884 por Elliott Coues, pero esto fue debatido por los investigadores a lo largo del siglo XX. Las comparaciones significativas entre Gastornis y Diatryma se hacían más dificultosas debido a la incorrecta reconstrucción de Lemoine, cuya naturaleza quimérica no fue descubierta sino hasta inicios de la década de 1980. Tras ese descubrimiento, varios investigadores comenzaron a reconocer un mayor grado de similitud entre las especies europeas y norteamericanas, frecuentemente situándolas en el mismo orden (Gastornithiformes) o incluso familia (Gastornithidae). Este recién reconocido grado de similitud causó que muchos científicos aceptaran de manera tentativa su sinonimia, pendiente de una revisión exhaustiva de la anatomía de estas aves. En consecuencia, el nombre científico correcto del género es Gastornis.

## Sistemática y filogenia

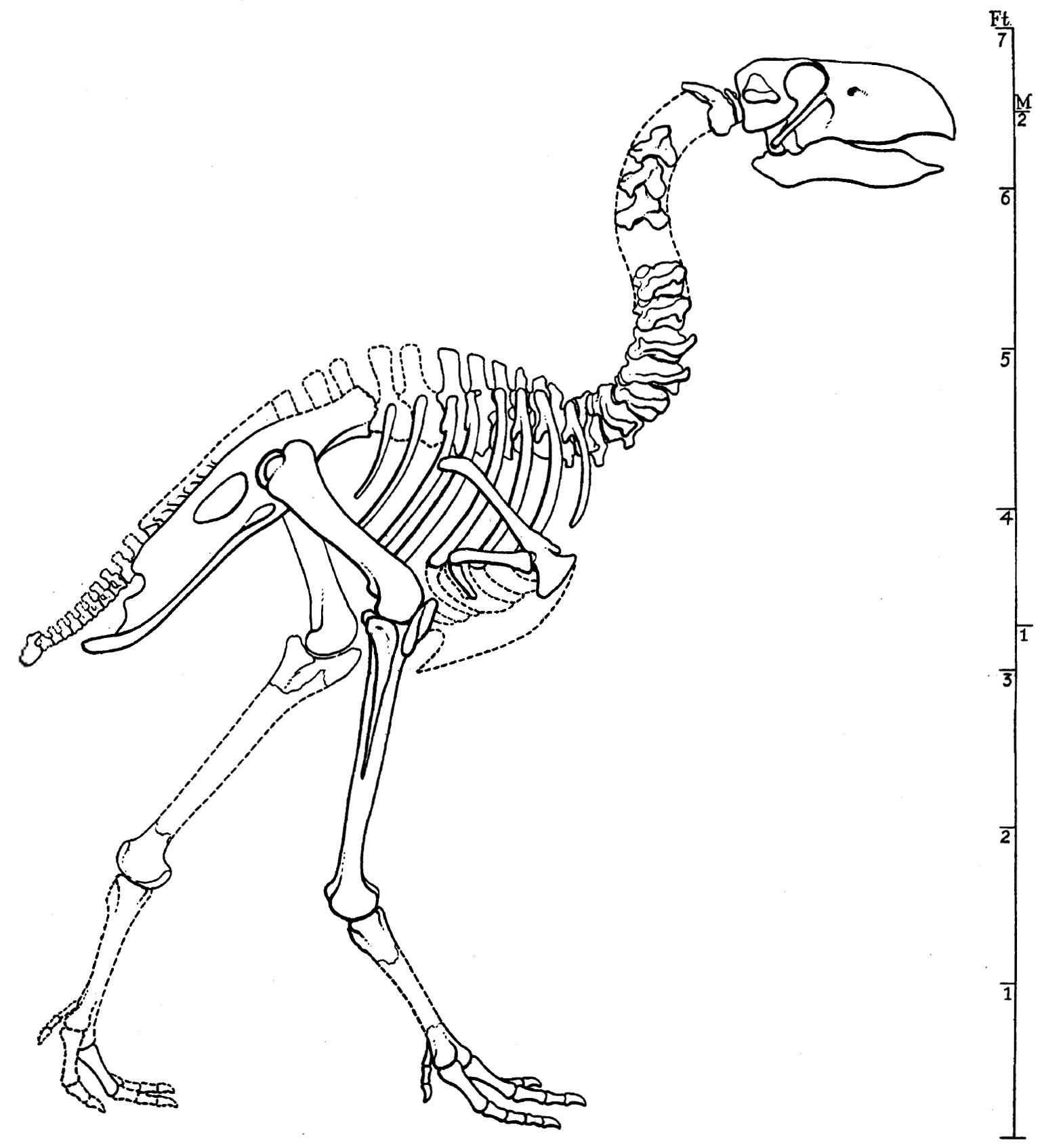
Recreación del esqueleto de Diatryma steini (ahora G. giganteus).

Gastornis y sus parientes más cercanos fueron clasificados en la familia Gastornithidae, y fueron durante mucho tiempo considerados como miembros del orden Gruiformes. Sin embargo, se ha mostrado que el concepto tradicional de Gruiformes es en realidad un agrupamiento no natural. Iniciando a fines de los años 1980 con el primer análisis filogenético de las relaciones de las gastornítidas, comenzó a crecer el consenso de que estas aves eran parientes cercanas del linaje que incluye a los patos y los chajás, los Anseriformes. Un estudio de 2007 mostró que los gastornítidos eran una rama que se separó tempranamente de los anseriformes, y formaba el grupo hermano de todos los demás miembros de ese linaje.
Al reconocerse la aparentemente cercana relación entre los gastornítidos y los anseriformes, algunos investigadores los clasificaron dentro del grupo de los anseriformes en sí. Otros restringieron el uso del término Anseriformes solo al grupo corona formado por todas las especies modernas, y denominaron al grupo mayor que incluye a los parientes extintos de los anseriformes, como los gastornítidos, con el nombre Anserimorphae. Los gastornítidos son a veces incluidos en su propio orden biológico, Gastornithiformes.
Una versión simplificada del árbol familiar (cladograma) realizado por Agnolin et al. en 2007 se muestra a continuación:
|  | Anatoidea (patos y gansos)                                                           |
|  |                                                                                      |
|  | \| \| Anseranatidae (gansos urraca) \| \| \| \| \| \| Anhimidae (chajás) \| \| \| \| |
|  |                                                                                      |
|  | Anseranatidae (gansos urraca)                                                        |
|  |                                                                                      |
|  | Anhimidae (chajás)                                                                   |
|  |                                                                                      |

|  | Anseranatidae (gansos urraca) |
|  |                               |
|  | Anhimidae (chajás)            |
|  |                               |

|  | Anatoidea (patos y gansos)                                                           |
|  |                                                                                      |
|  | \| \| Anseranatidae (gansos urraca) \| \| \| \| \| \| Anhimidae (chajás) \| \| \| \| |
|  |                                                                                      |
|  | Anseranatidae (gansos urraca)                                                        |
|  |                                                                                      |
|  | Anhimidae (chajás)                                                                   |
|  |                                                                                      |

|  | Anseranatidae (gansos urraca) |
|  |                               |
|  | Anhimidae (chajás)            |
|  |                               |

|  | Anatoidea (patos y gansos)                                                           |
|  |                                                                                      |
|  | \| \| Anseranatidae (gansos urraca) \| \| \| \| \| \| Anhimidae (chajás) \| \| \| \| |
|  |                                                                                      |
|  | Anseranatidae (gansos urraca)                                                        |
|  |                                                                                      |
|  | Anhimidae (chajás)                                                                   |
|  |                                                                                      |

|  | Anseranatidae (gansos urraca) |
|  |                               |
|  | Anhimidae (chajás)            |
|  |                               |

|  | Anatoidea (patos y gansos)                                                           |
|  |                                                                                      |
|  | \| \| Anseranatidae (gansos urraca) \| \| \| \| \| \| Anhimidae (chajás) \| \| \| \| |
|  |                                                                                      |
|  | Anseranatidae (gansos urraca)                                                        |
|  |                                                                                      |
|  | Anhimidae (chajás)                                                                   |
|  |                                                                                      |

|  | Anseranatidae (gansos urraca) |
|  |                               |
|  | Anhimidae (chajás)            |
|  |                               |

|  | Anatoidea (patos y gansos)                                                           |
|  |                                                                                      |
|  | \| \| Anseranatidae (gansos urraca) \| \| \| \| \| \| Anhimidae (chajás) \| \| \| \| |
|  |                                                                                      |
|  | Anseranatidae (gansos urraca)                                                        |
|  |                                                                                      |
|  | Anhimidae (chajás)                                                                   |
|  |                                                                                      |

|  | Anseranatidae (gansos urraca) |
|  |                               |
|  | Anhimidae (chajás)            |
|  |                               |

|  | Anatoidea (patos y gansos)                                                           |
|  |                                                                                      |
|  | \| \| Anseranatidae (gansos urraca) \| \| \| \| \| \| Anhimidae (chajás) \| \| \| \| |
|  |                                                                                      |
|  | Anseranatidae (gansos urraca)                                                        |
|  |                                                                                      |
|  | Anhimidae (chajás)                                                                   |
|  |                                                                                      |

|  | Anseranatidae (gansos urraca) |
|  |                               |
|  | Anhimidae (chajás)            |
|  |                               |

|  | Anatoidea (patos y gansos)                                                           |
|  |                                                                                      |
|  | \| \| Anseranatidae (gansos urraca) \| \| \| \| \| \| Anhimidae (chajás) \| \| \| \| |
|  |                                                                                      |
|  | Anseranatidae (gansos urraca)                                                        |
|  |                                                                                      |
|  | Anhimidae (chajás)                                                                   |
|  |                                                                                      |

|  | Anseranatidae (gansos urraca) |
|  |                               |
|  | Anhimidae (chajás)            |
|  |                               |

|  | Anatoidea (patos y gansos)                                                           |
|  |                                                                                      |
|  | \| \| Anseranatidae (gansos urraca) \| \| \| \| \| \| Anhimidae (chajás) \| \| \| \| |
|  |                                                                                      |
|  | Anseranatidae (gansos urraca)                                                        |
|  |                                                                                      |
|  | Anhimidae (chajás)                                                                   |
|  |                                                                                      |

|  | Anseranatidae (gansos urraca) |
|  |                               |
|  | Anhimidae (chajás)            |
|  |                               |

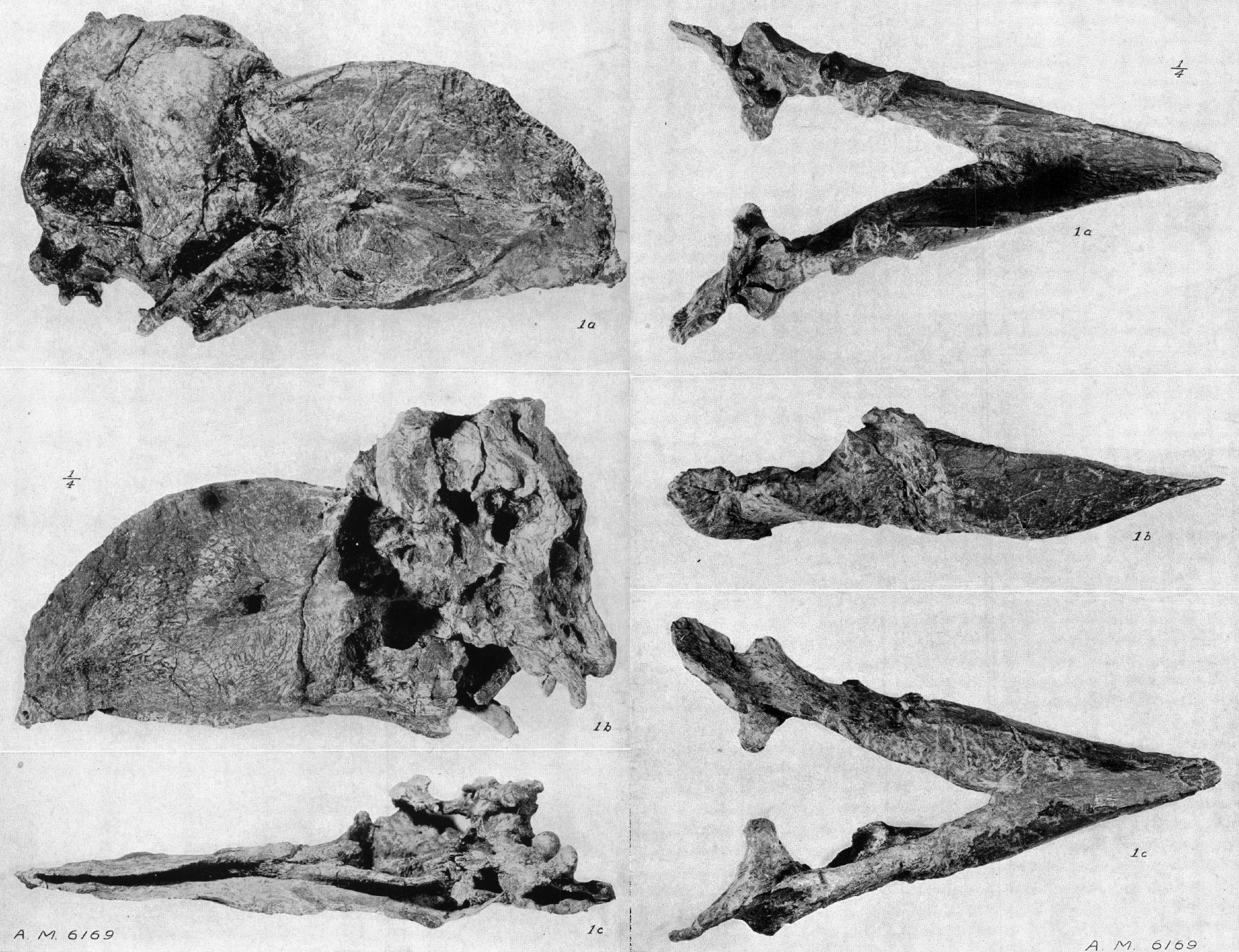
Cráneo y mandíbula de G. giganteus, espécimen AMNH 6169.

Generalmente se acepta que hay al menos cinco especies válidas de Gastornis. La especie tipo, Gastornis parisiensis, fue nombrada y descrita por Hébert en dos artículos en 1855. Es conocido de fósiles hallados en el occidente y centro de Europa, datando del final del Paleoceno a inicios del Eoceno. Otras especies previamente consideradas como distintas, pero que se les considera ahora como sinónimos de G. parisiensis, incluyen a G. edwardsii (Lemoine, 1878) y G. klaasseni (Newton, 1885). Otras especies europeas de Gastornis son G. russeli (Martin, 1992) del Paleoceno tardío de Berru, Francia, y G. sarasini (Schaub, 1929) del Eoceno temprano a medio. G. geiselensis, del Eoceno medio de Messel, Alemania, ha sido considerado como sinónimo de G. sarasini, sin embargo, otros investigadores han establecido que no hay suficiente evidencia para sinonimizar a ambas especies, y por lo tanto deben ser mantenidas separadas hasta que se realice una comparación detallada de todos los gastornítidos. La supuesta especie enana G. minor es considerada como un nomen dubium.
Gastornis giganteus (Cope, 1876), anteriormente Diatryma, data del Eoceno medio del oeste de Norteamérica. Sus sinónimos más modernos incluyen a Barornis regens (Marsh, 1894) y Omorhamphus storchii (Sinclair, 1928). O. storchii fue descrito de fósiles de rocas del Eoceno temprano de Wyoming. La especie fue nombrada en honor de T. C. von Storch, quien halló los restos fósiles durante la expedición de Princeton en 1927. Los huesos fósiles descritos originalmente como Omorhamphus storchii son considerados como restos de un Gastornis giganteus juvenil. El espécimen YPM PU 13258 hallado en rocas del Eoceno temprano de la Formación Willwood en el Condado de Park (Wyoming) también parece ser un juvenil – quizás también de G. giganteus, en cuyo caso podría ser un individuo incluso más joven.
Gastornis xichuanensis, del Eoceno temprano de Henan, China, es conocido solo a partir de un tibiotarso (hueso superior del pie). Fue descrito originalmente en 1980 como la única especie del género Zhongyuanus. No obstante, una revaluación del fósil publicada en 2013 concluyó que las diferencias entre este espécimen y el mismo hueso en las especies de Gastornis eran pequeñas, y por lo tanto debería ser considerada como una especie asiática de Gastornis.

## Biología

### Dieta

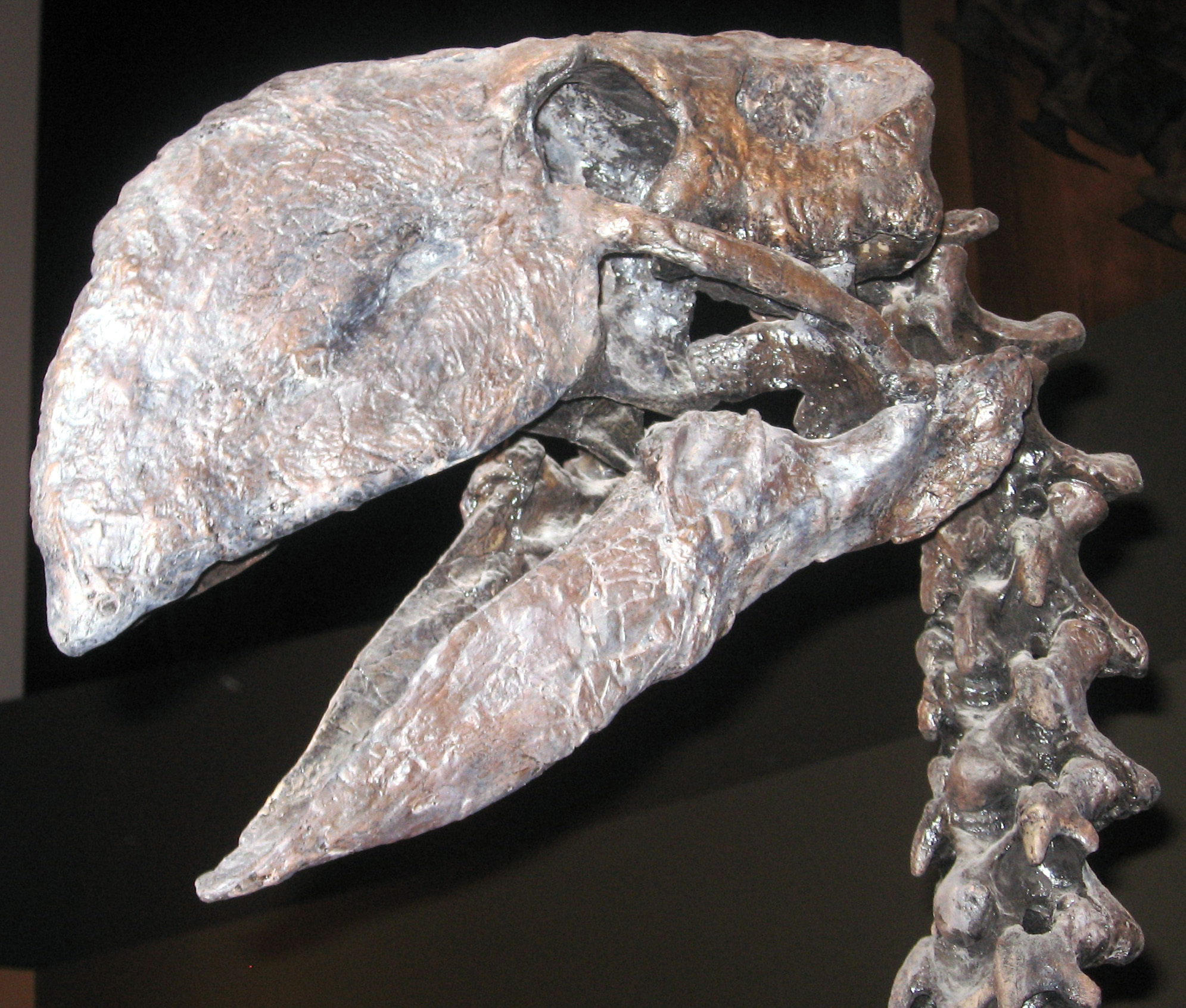
Cráneo de G. giganteus.

Un debate de largo plazo que ha involucrado a Gastornis es la interpretación de su dieta. Con frecuencia se lo ha representado como un depredador de los mamíferos pequeños contemporáneos, de los cuales el más conocido es el caballo primitivo Eohippus. Sin embargo, dado el tamaño de las patas de Gastornis, el ave debió haber sido más ágil para capturar las presas de movimientos rápidos que lo que sugieren los fósiles. En consecuencia, se ha sugerido que Gastornis era un cazador de emboscada y/o usaba técnicas de caza en grupo para perseguir o acechar las presas; si Gastornis era un depredador, pudo haber ciertamente necesitado otros métodos de caza a través de los densos bosques. También pudo haber usado su fuerte pico para comer vegetación grande o muy dura.
El cráneo de Gastornis es enorme en comparación con el de las aves ratites modernas de talla comparable. Los análisis biomecánicos del cráneo sugieren que la musculatura para cerrar la mandíbula era enorme. La mandíbula es muy alta, lo que resulta en un torque alargado de los músculos mandibulares. Ambos rasgos sugieren que Gastornis podía generar una poderosa mordida. Algunos científicos han propuesto que el cráneo de Gastornis estaba "sobreequipado" para una dieta herbívora y apoyan la interpretación tradicional de Gastornis como un carnívoro, el cual usaba su pico de constitución fuerte para subyugar a las presas en lucha y romper sus huesos para extraer su tuétano. Otros han señalado que la aparente carencia de rasgos predatorios en el cráneo, como un prominente gancho en el pico, son evidencia de que Gastornis era un especializado herbívoro, quizás usando su gran pico para romper alimentos duros como nueces y semillas. Las icnitas atribuidas a gastornítidos (y que posiblemente sean del propio Gastornis), descritas en 2012, muestran que estas aves carecían de garras curvas y afiladas en sus patas, otra línea de evidencia de que no tenían un estilo de vida de depredador.
Otro tipo de evidencia indica que Gastornis era probablemente un herbívoro.  Los estudios de los isótopos de calcio en los huesos de los especímenes de Gastornis llevados a cabo por Thomas Tutken y colaboradores no han mostrado la presencia de carne en su dieta. Los análisis geoquímicos posteriores han revelado que sus hábitos dietarios eran parecidos a los de los dinosaurios y mamíferos herbívoros, tras haber sido comparado con carnívoros extintos conocidos tales como Tyrannosaurus rex, lo que deja solo a los fororrácidos como las únicas grandes aves no voladoras carnívoras.

### Huevos
En los depósitos de finales del Paleoceno de España y del Eoceno inferior de Francia, se han recuperado fragmentos de cascarones de grandes huevos, por ejemplo en Provence. Estos fueron descritos como el ootaxón Ornitholithus y presumiblemente son de Gastornis. Aunque no hay una asociación directa entre los fósiles de Ornitholithus y Gastornis, no se conocen otras aves de suficiente tamaño en ese tiempo y lugar; aunque hubo aves grandes como Diogenornis y Eremopezus durante el Eoceno, la primera vivió en América del Sur (aún separada de América del Norte por el mar de Tetis) y la última solo es conocida del Eoceno tardío del Norte de África, territorio también separado por un brazo del mar de Tetis de Europa.
Algunos de estos fragmentos estaban lo bastante completos como para reconstruir el tamaño del huevo, el cual sería de 24 por 10 cm con cáscaras de 2.3–2.5 mm de espesor, más o menos una vez y media el tamaño de un huevo de avestruz y con una forma muy distinta a los huevos más redondeados de las aves ratites. Si Remiornis ha sido identificada correctamente como un ave ratite (de lo cual hay dudas), Gastornis permanece como el único animal que pudo haber depositado estos huevos. Se conoce por lo menos una especie de Remiornis que era menor que Gastornis, y fue descrita inicialmente como Gastornis minor por Mlíkovský en 2002. Esto podría encajar bien con los restos de huevos algo menores que los de los avestruces que también se han encontrado en los depósitos del Paleógeno de Provence, si no fuera por el hecho de que estas cáscaras de huevo fósiles también datan del Eoceno, una época de la que no se conocen huesos de Remiornis.

### Huellas

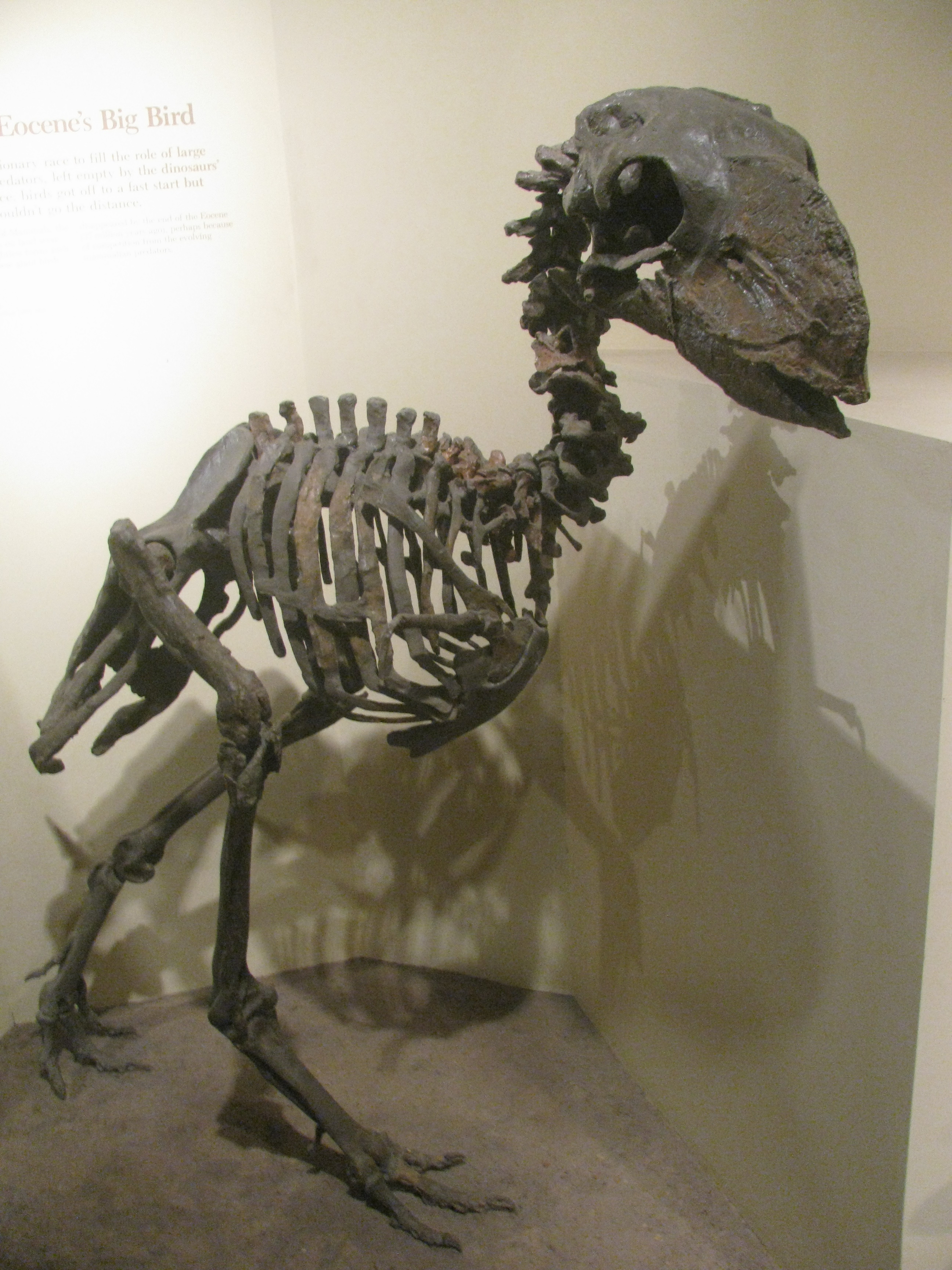
Esqueleto de G. giganteus, Museo Nacional de Historia Natural del Instituto Smithsoniano.

Se sospecha que varias colecciones de huellas fósiles (icnitas) pertenecen a Gastornis. Una de estas fue reportada de fines del Eoceno en el yeso de Montmorency y de otras localidades de la cuenca de París en el siglo XIX, desde 1859 en adelante. Descritas inicialmente por Jules Desnoyers y más tarde por Alphonse Milne-Edwards, estas icnitas fueron apreciadas por los geólogos a finales del siglo XIX. Estas fueron discutidas por Charles Lyell en su obra Elements of Geology como un ejemplo de lo incompleto del registro fósil – justamente, no se han encontrado huesos asociados con las huellas. Infortunadamente, estos bellos especímenes que incluso preservaban detalles de la estructura de la piel se han perdido. Las huellas fueron llevadas al Museo Nacional de Historia Natural de Francia cuando Desnoyers comenzó a trabajar allí, y su último registro documentado se remonta a la exhibición de geología del museo en 1912. La mayor de estas huellas, aunque solo consistía de la impresión de un único dedo, medía 40 cm de longitud. Las grandes huellas de la cuenca de París también podían ser divididas en especímenes enormes y los meramente grandes, de la misma manera que los cascarones de huevos atribuidos a Gastornis del sur de Francia, los cuales son de alrededor de 20 millones de años más antiguos.
Otro registro de una huella que aún existe consta de una única impresión, si bien esta ha terminado siendo mucho más controversial. Fue hallada en rocas del Eoceno superior del Grupo Puget en el valle del Río Green cerca de Black Diamond (Washington). Tras su descubrimiento, generó un considerable interés en el área de Seattle entre mayo y julio de 1992, siendo objeto de al menos dos artículos extensos en el periódico Seattle Times. Habiendo sido declarada igualmente como un engaño o genuina, esta aparente impresión de un único pie de ave mide unos 27 cm de ancho por 32 cm de largo y carece del hallux (el primer dedo, puesto hacia atrás); fue descrita como el icnotaxón Ornithoformipes controversus. Más de una década después de su descubrimiento, el debate sobre la autenticidad de este hallazgo sigue sin resolverse. El espécimen se encuentra alojado actualmente en la Universidad Western Washington.
El problema con estas huellas antiguas es que no se han encontrado fósiles de Gastornis que tengan menos de unos 45 millones de años. La enigmática especie "Diatryma" cotei es conocida de restos casi tan antiguos como las huellas de la cuenca de París (las cuales sin embargo nunca han sido datadas con precisión), pero en América del Norte el registro fósil de gastornítidos inequívocos parece concluir antes que el de Europa. No obstante, en 2009 un deslizamiento de tierra ocurrido cerca de Bellingham (Washington) expuso al menos 18 huellas en 15 bloques de roca de la Formación Chuckanut del Eoceno. Su anatomía y edad (unos 53.7 millones de años) sugiere que su autor fue seguramente Gastornis. Aunque estas aves han sido consideradas generalmente como depredadoras o carroñeras, la ausencia de garras como las de las aves de presa apoya la idea ya expuesta de que eran en realidad herbívoras. La huellas de Chuckanut fueron nombradas como el icnotaxón Rivavipes giantess, que se infiere pertenecen a la extinta familia Gastornithidae. Al menos diez de estas huellas se encuentran expuestas en la Universidad Western Washington.

### Plumas

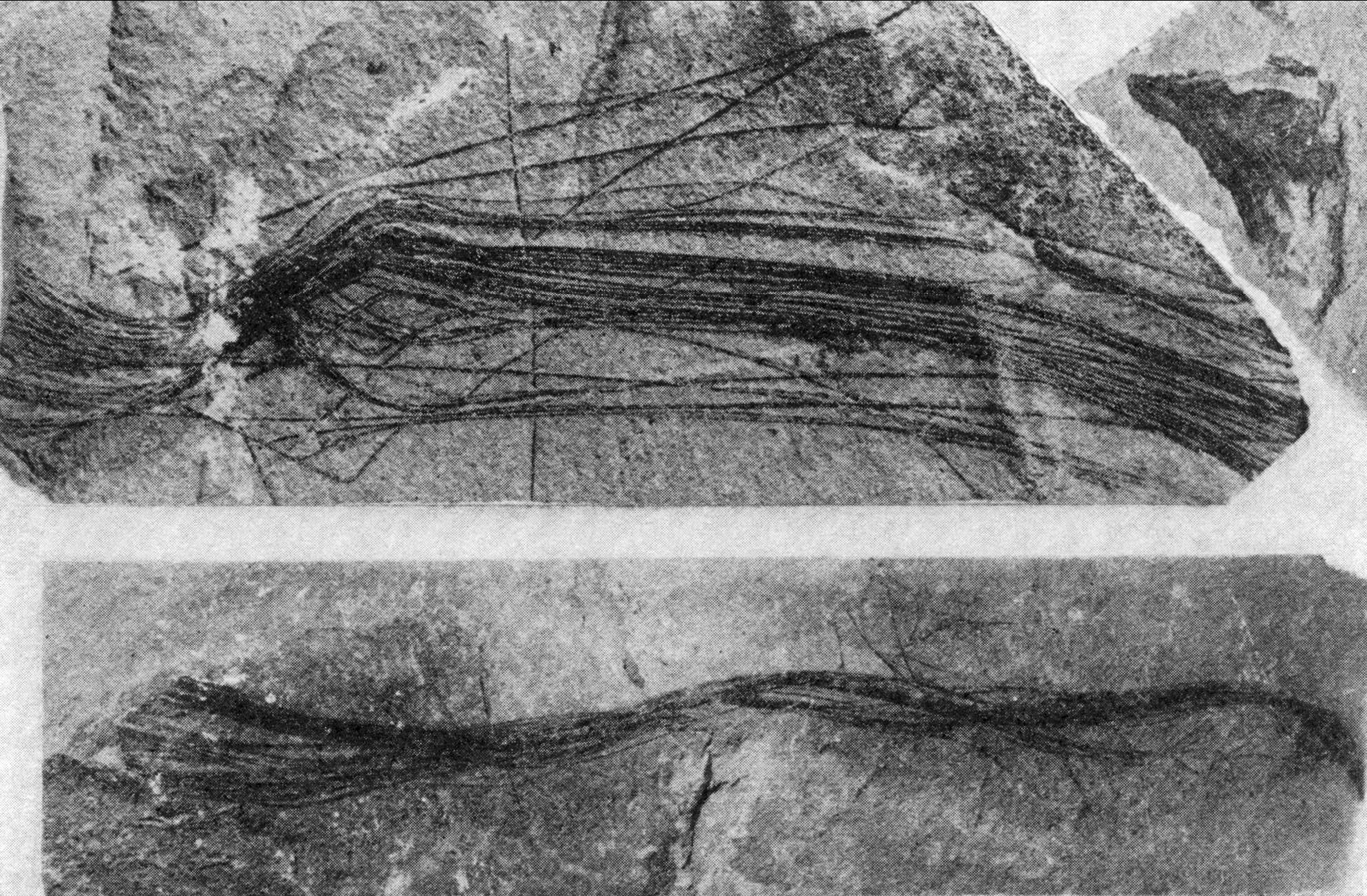
Las supuestas plumas de Gastornis que fueron revaluadas como material vegetal.

El plumaje de Gastornis ha sido generalmente representado en el paleoarte como una cobertura similar a pelo, parecida a la que tienen algunas aves ratites. Esto se han basado parcialmente en algunos filamentos recuperados de un depósito de la Formación Green River en Roan Creek, Colorado, las cuales fueron consideradas en principio como plumas de Gastornis y fueron nombrados como Diatryma filifera. Exámenes posteriores ha mostrado que estas supuestas plumas en realidad no lo eran, tratándose en su lugar de fibras vegetales.
Aun así, una segunda posible pluma de Gastornis ha sido identificada, y también procede de la Formación Green River. A diferencia del material vegetal filamentoso, está única pluma aislada se parece a las plumas de las aves voladoras, al ser ancha y con barbas. Fue identificada como una pluma perteneciente a Gastornis de manera tentativa debido a su tamaño; la pluma mide 240 milímetros de largo y debe haber pertenecido a un ave gigantesca.

## Rango geográfico

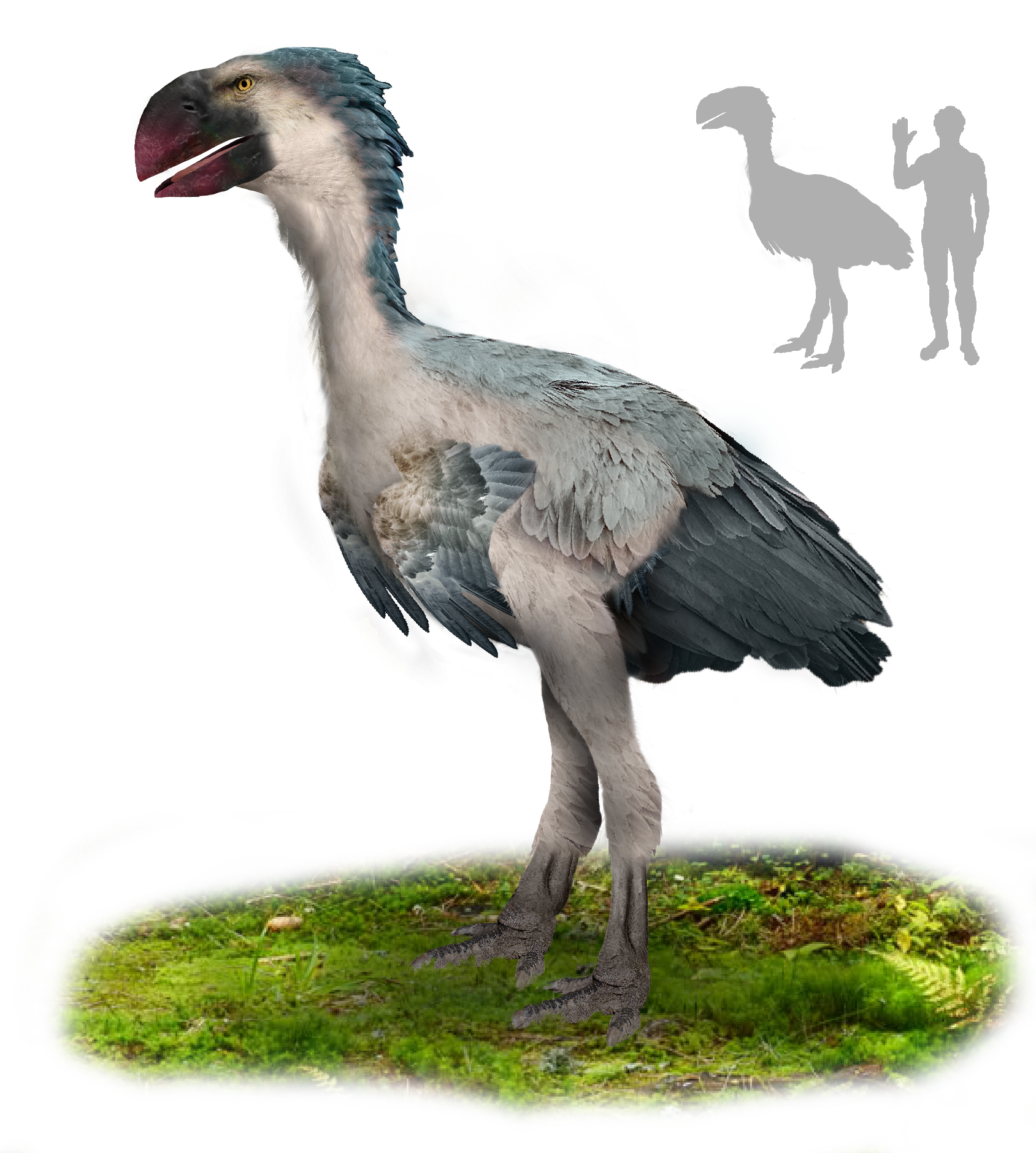
Recreación y comparación de tamaño.

Los fósiles de Gastornis son conocidos del occidente de Europa, el occidente de Estados Unidos, y el centro de China. Los restos más antiguos (del Paleoceno) provienen todos de Europa, y es probable que el género se originara allí. Europa en esa época era una isla continente, y Gastornis era el mayor tetrápodo terrestre de esa masa continental. Esto ofrece paralelos con las aves elefante malgaches, aves herbívoras que de forma similar eran los mayores animales terrestres en la masa terrestre aislada de Madagascar, a pesar de la presencia de una megafauna predominante de mamíferos.
Todos los demás fósiles datan del Eoceno; sin embargo, se desconoce cómo Gastornis se dispersó desde Europa para llegar a América del Norte y a Asia. Dada la presencia de fósiles de Gastornis a principios del Eoceno en el oeste de China, estas aves pueden haber emigrado hacia el oriente desde Europa y luego haber alcanzado América tras cruzar el puente terrestre de Bering. De igual manera, Gastornis puede haberse extendido simultáneamente hacia oriente y occidente, llegando de forma separada a Asia oriental y a América del Norte a través del estrecho de Turgai. También se conocen puentes terrestres directos con América del Norte.

## Extinción
La extinción de Gastornis permanece sin aclarar. La competencia con los mamíferos se ha citado con frecuencia como un posible factor, pero Gastornis de hecho aparece en faunas dominadas por mamíferos, y coexistió con varias formas de megafauna de mamíferos como los pantodontes. De igual forma, los eventos climáticos extremos como el máximo térmico del Paleoceno-Eoceno no parecen haber tenido un impacto significativo.
Aun así, los Gastornis europeos sobrevivieron algo más que sus contrapartes norteamericanas y asiáticas. Esto parece coincidir con un período de incremento en el aislamiento del continente.

## En la cultura popular
Gastornis aparece en la miniserie de la BBC Walking with Beasts donde se ve que se alimenta de muchos animales incluyendo a Propalaeotherium un pariente primitivo del caballo, y se ve a una Gastornis cuidando a su huevo, pero unas hormigas gigantes (Titanomyrma) devoran a su polluelo recién salido del cascarón.